# Carmen Meinert
Carmen Meinert (* 1969 in Bad Oeynhausen) ist eine deutsche Religionswissenschaftlerin.

## Leben
Sie studierte Sinologie, Tibetologie und Geographie an der Universität Bonn. Nach der Promotion 2001 bei Wolfgang Kubin und Jens-Uwe Hartmann in Bonn forschte sie an der Peking-Universität, der Sichuan-Universität, der Universität Hamburg und am Kulturwissenschaftlichen Institut Essen. An der Ruhr-Universität Bochum ist sie Professorin für Religionen Zentralasiens in Geschichte und Gegenwart.
Ihre Forschungsgebiete sind geschichtliche Studien: Transfer des Buddhismus in Zentralasien, Tibet und China; frühe tantrische und esoterische Traditionen in Tibet und China; Handschriftenstudien (Dunhuang, Kharakhoto); Buddhismus und Kunst; Buddhismus und Gewalt; Zeitgenössische Studien: Buddhismus und Menschenrechte; kulturelle Perspektiven auf Umwelt- und Klimaveränderung.

## Schriften (Auswahl)
- Chinesische Chan- und tibetische rDzogs chen-Lehre. Eine komparatistische Untersuchung im Lichte des philosophischen Heilskonzeptes „Nicht-Vorstellen“ anhand der Dunhuang-Dokumente des chinesischen Chan-Meister Wolun und des Werkes bSam gtan mig sgron des tibetischen Gelehrten gNubs chen Sangs rgyas ye shes. 2004. hdl:20.500.11811/2155/0379
- (Hrsg.): Transfer of Buddhism across Central Asian networks. (7th to 13th centuries). Leiden 2015, ISBN 978-90-04-30741-4.
- mit Ann Heirman und Christoph Anderl (Hrsg.): Buddhist encounters and identities across East Asia. Leiden 2018, ISBN 978-90-04-36600-8.
- mit Henrik H. Sørensen (Hrsg.): Buddhism in Central Asia. 1. Patronage, legitimation, sacred space, and pilgrimage. Leiden 2020, ISBN 978-90-04-41773-1.